# Conus nielsenae reductaspiralis
Conus nielsenae reductaspiralis is een ondersoort van de zeeslakkensoort Conus nielsenae, uit het geslacht Conus. De slak behoort tot de familie Conidae. Conus nielsenae reductaspiralis werd in 1979 beschreven door Walls. Net zoals alle soorten binnen het geslacht Conus zijn deze slakken roofzuchtig en giftig. Zij bezitten een harpoenachtige structuur waarmee ze hun prooi kunnen steken en verlammen.